# Jacquiniella leucomelana
Jacquiniella leucomelana är en orkidéart som först beskrevs av Heinrich Gustav Reichenbach, och fick sitt nu gällande namn av Rudolf Schlechter. Jacquiniella leucomelana ingår i släktet Jacquiniella och familjen orkidéer. Inga underarter finns listade i Catalogue of Life.